# لاسارو وایه
لاسارو وایه (اسپانیایی: Lázaro Valle‎؛ زادهٔ ۱۸ دسامبر ۱۹۶۲) بازیکن بیسبال اهل کوبا بود.